# Угриньківські горіхи чорні
Угри́ньківські горі́хи чо́рні — екзотичні вікові дерева, ботанічна пам'ятка природи місцевого значення в Україні.

## Розташування
Зростають у с. Угриньківці Чортківського району Тернопільської області на присадибній ділянці Угриньківської загальноосвітньої школи I—III ступенів на правому березі річки Тупи.

## Пам'ятка
Оголошені об'єктом природно-заповідного фонду рішенням виконкому Тернопільської обласної ради № 829 від 28 грудня 1970 року. Початкова назва — «Горіх чорний», офіційно перейменована на «Угриньківські горіхи чорні» рішенням № 75 другої сесії Тернопільської обласної ради шостого скликання від 10 лютого 2016 року.
Перебувають у віданні Угриньківської загальноосвітньої школи I—III ступенів.

## Характеристика
Площа — 0,02 га.
Під охороною — 2 дерева горіха чорного віком 100 р., діаметром 66 і 85 см. Цінні в зеленому господарстві.